# Moda Polska

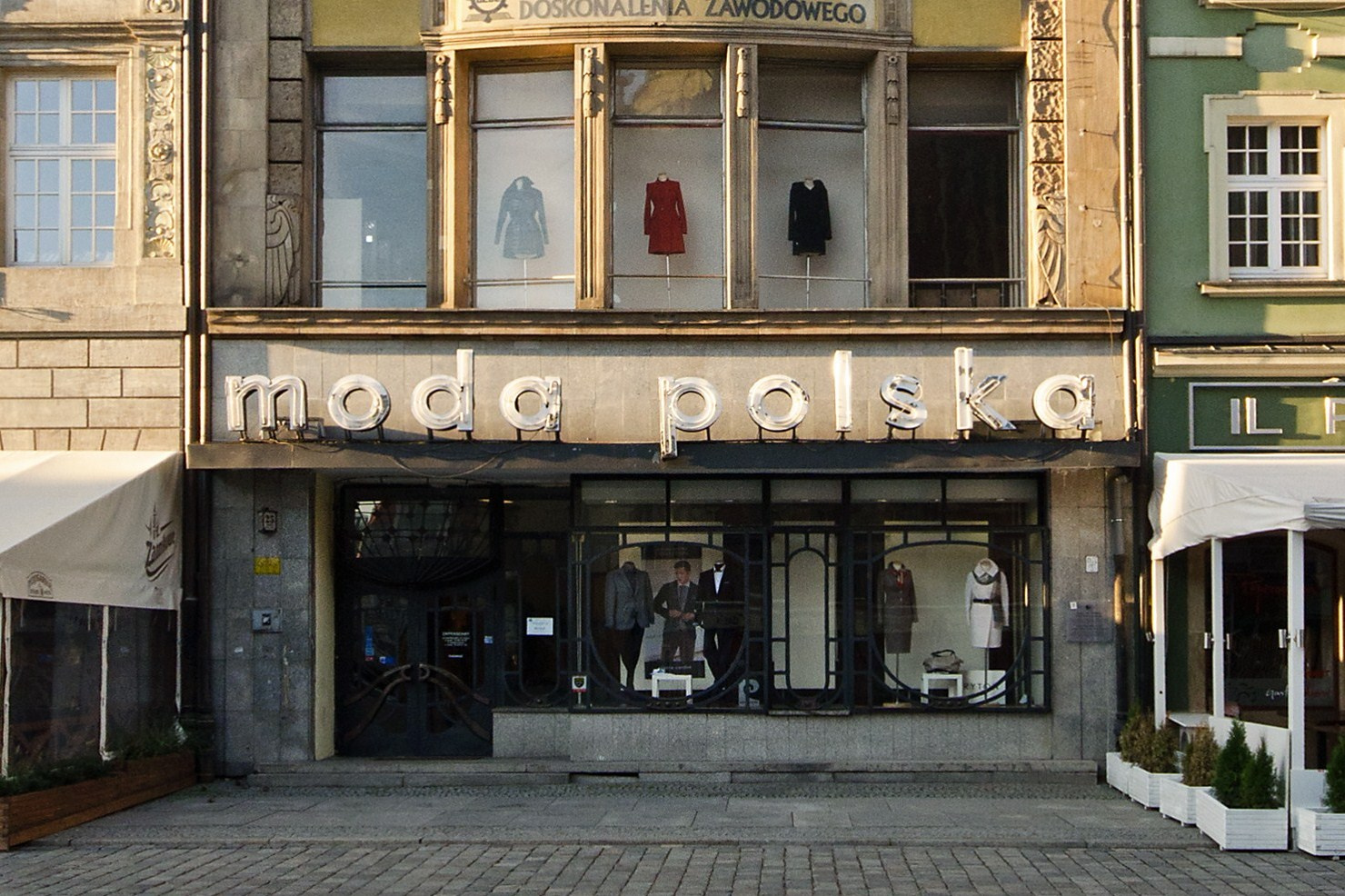
Kamienica we Wrocławiu (Rynek 25) z logo Mody Polskiej

Moda Polska – polskie przedsiębiorstwo państwowe założone w Warszawie w 1958, istniejące do 1998.
Współorganizatorką przedsiębiorstwa oraz sklepów Mody Polskiej była Kaya Mirecka-Ploss, absolwentka londyńskiego Saint Martin’s School of Art. Pomysłodawcą nazwy „Moda Polska” był ówczesny minister handlu wewnętrznego – Mieczysław Lesz.
Autorem logo Mody Polskiej – popularnej jaskółki, był artysta grafik Jerzy Treutler. Autorem plakatu firmowego Mody Polskiej – damy w biało-czerwonych barwach, był artysta grafik Roman Cieślewicz.
Pierwszą dyrektorką firmy od spraw mody, która nadała jej charakter i rozmach, została Jadwiga Grabowska (1898–1988), przed wojną i w pierwszych latach powojennych właścicielka salonu mody. Przedsiębiorstwo zatrudniało projektantów mody i miało za zadanie promować w państwowym przemyśle odzieżowym aktualne kierunki mody światowej. Przedsiębiorstwo prowadziło ok. 60 salonów mody. Łącznie we wszystkich oddziałach zatrudniono ok. 2000 osób. Główny salon mody mieścił się w Warszawie przy ul. Chmielnej, wówczas ul. Henryka Rutkowskiego. Sprzedawano w nim modną odzież produkowaną w krótkich seriach w przedsiębiorstwach państwowych, ale też u chałupników. Projektantami „Mody Polskiej” byli m.in. Krystyna Wasylkowska, Katarzyna Raszyńska, Irena Biegańska, Helena Bohle-Szacka, Małgorzata Zembrzuska, Krystyna Dziak, Kalina Paroll, Magda Ignar i Jerzy Antkowiak. Modelkami były m.in. Teresa Tuszyńska, Grażyna Muszyńska, Małgorzata Krzeszowska, Ewa Fichner, Elżbieta Stusińska, Ewa Burchardt, Anna Rembiszewska, Małgorzata Blikle, Bożena Toeplitz, Lucyna Witkowska, Sylwia Deresz, Ewa Wende, Małgorzata Niemen, Lidia Popiel, Katarzyna Butowtt, Bogna Sworowska, Iwona Sul, Ilona Felicjańska, Marzenna Wolska i Agnieszka Martyna. Moda Polska organizowała pokazy mody głównie w salonie przy ul. Wiejskiej 20. Były organizowane przynajmniej dwa razy w roku, oraz przy okazji wizyt głów państw dla ich żon, np. dla żony Tito.
Jadwiga Grabowska odeszła ze stanowiska w 1968. Kolejną dyrektorką firmy została Halina Kłobukowska. W latach 70. dyrektorem firmy był Stanisław Tusiński, następnie Józef Syroka i Marek Zembrzuski. Moda Polska w latach 70. i na początku lat 80. budowała nowe salony w wielu nowych województwach, m.in. w Częstochowie, Koszalinie, Gorzowie Wlkp., Tarnobrzegu, jak również w Sosnowcu i Nowej Hucie. Moda Polska posiadała oddziały w Opolu i Łodzi. Szefem ds. inwestycji był Zygmunt Mazurkiewicz, który nadzorował budowę większości nowo powstałych salonów w tych trudnych czasach. Przedsiębiorstwo przetrwało do 1998.